# Natalie Choquette
Natalie Choquette (Tokio, Japón, 1959) es una soprano canadiense conocida por su talento vocal, sentido del humor y creatividad.
Su carrera lírica comenzó en 1991 pero dos años después decide crear un espectáculo en el cual combina la ópera y la comedia. 

## Vida y carrera
Choquette es hija de diplomáticos nacida en Tokio. Estudió canto y piano sucesivamente en lugares como Moscú, Roma, Montreal y  Lima, Perú. Es en Montreal donde empieza su carrera con el Coro de Ópera de la ciudad y la Sociedad de Música Contemporánea del Quebec. 

## Espectáculos
- 1993: De Vigneault à Mozart

- 1994: Quien dijo que la Ópera es aburrida

- 2002: La Diva et le Maestro

- 2008: Diva World Tour

- 2010: Mimi, La Diva Malbouffa

## Honores y premios
Premios
- 1997: Félix Award por Mejor Álbum Clásico (La Diva II).

- 1997: Rideau Prize por su contribución a la "democratización de la lírica".

- 1998: Gran Premio del Jurado y Gran Premio del Público en el Festival de Saint Gervais.

- 1998: Opus Prize del Concejo de la Música del Québec.

- 1999: Premio del Jurado del Festival Internacional de Comedia de Haguenau.

- 2004: Félix Award por Mejor Álbum Clásico Vocal (Æterna).

- 2005: Félix Award por Mejor Álbum Clásico Vocal (Æterna romantica).

- 2006: Félix Award por Mejor Álbum Clásico Vocal (Æterna celesta).

Doctorados Honoris Causa
- 2004: Universidad de Ottawa.

## Discografía
Isba Music, Canadá
- 1991: Natalie

- 1993: Requiem de Andrew Lloyd Webber

- 1994: De Vigneault à Mozart

- 1994: La Passion selon saint Mathieu de Johann Sebastian Bach

- 1995: La Diva

- 1997: La Diva II

- 1998: Diva Luna

- 2002: La Diva & le Maestro

- 2002: Le Noël de la Diva

- 2004: Æterna

- 2005: Æterna romantica

- 2006: Æterna celesta

- 2007: Lux Æterna

- 2008: Terra Mia